# Anthurium ternifolium
Anthurium ternifolium är en kallaväxtart som beskrevs av Thomas Bernard Croat och Carlsen. Anthurium ternifolium ingår i släktet Anthurium och familjen kallaväxter. Inga underarter finns listade.